# 4205 David Hughes
4205 David Hughes (1985 YP) là một tiểu hành tinh bay qua Sao Hỏa được phát hiện ngày 18 tháng 12 năm 1985 bởi Ted Bowell ở Flagstaff.